# Deryck Whibley
Deryck Jason Whibley (Scarborough (Ontario), 21 maart 1980) is de Canadese zanger van de punkgroep Sum 41, die hij oprichtte samen met Steve Jocz. Ook is hij songwriter en producer. Als producer is hij een van de oprichters van Bunk Rock Productions. Met Sum 41 heeft hij meer dan 10 miljoen albums wereldwijd verkocht en heeft hij verschillende prijzen gewonnen.

## Biografie
Whibley werd geboren toen zijn moeder nog een tiener was. Hij verhuisde naar Ajax (Ontario), toen hij twaalf jaar oud was en een paar jaar later begon hij Sum 41. Hij was getrouwd met Avril Lavigne; het paar woonde in Beverly Hills, totdat ze in september 2009 uit elkaar gingen. Voor hij Avril Lavigne leerde kennen had hij ook nog een korte tijd een relatie met Paris Hilton.
Whibley vormde Sum 41 met bassist Grant McVittie, en zanger Jon Marshall. Ze heetten oorspronkelijk Kaspir en waren een NOFX-coverband. In 1999 tekende de band een internationaal platencontract bij Island Records. De band bracht zijn debuut-EP Half Hour of Power uit in 2000, en vervolgens een album, All Killer No Filler, in 2001. Sum 41 behaalde mainstream succes met hun eerste single van het album, "Fat Lip", dat nummer één bereikte in de Billboard Modern Rock Tracks -hitlijst en tot nu toe de meest succesvolle single van de band blijft. De band heeft sindsdien nog zes studioalbums uitgebracht: Does This Look Infected? (2002), Chuck (2004), Underclass Hero (2007), Screaming Bloody Murder (2011), 13 Voices (2016), Order in Decline (2019) en Heaven:x: Hell (2024). De drie albums vóór Screaming Bloody Murder zijn in Canada platina geworden. 
De band treedt vaak meer dan 300 keer per jaar op en houdt lange wereldwijde tournees, waarvan de meeste meer dan een jaar duren. Sum 41 is genomineerd voor zeven Juno Awards en heeft twee keer gewonnen (Groep van het Jaar in 2002 en Rockalbum van het Jaar voor Chuck in 2005). Het vijfde studioalbum, Screaming Bloody Murder, werd uitgebracht op 29 maart 2011. Tijdens de Screaming Bloody Murder Tour voegde de band Whibley's neef Matt Whibley toe op keyboard.
- Bibsys: 6017756
- Gemeinsame Normdatei: 13549267X
- International Standard Name Identifier: 0000 0000 7375 9895
- Library of Congress Control Number: nb2012023500
- MusicBrainz: 9a458130-4e20-4f29-aaee-99784f29c7f5
- Virtual International Authority File: 80220534
- WorldCat: E39PBJr7VQxXCVQmwmVXJ8yw4q